# Cuscuz
Cuscuz (em berbere: ⵙⴽⵙⵓ, rom.: seksu) é um prato berbere originário do Magrebe, no Norte do continente africano. Consiste num preparado de sêmola de cereais, principalmente o trigo, quando a sêmola é amassada à mão com um pouco de água até se transformar em pequenos grãos que devem ser cozidos no vapor numa cuscuzeira e servidos com um molho que pode ter sido feito na parte inferior da cuscuzeira. Na Tunísia, o cuscuz tem “estatuto” de prato nacional, mas em Marrocos e Argélia é praticamente o prato do dia. O cuscuz magrebino, é o ancestral do cuscuz nordestino e do cuscuz paulista.
O molho que acompanha o cuscuz pode ser um guisado apenas de vegetais, ou ter carne ou peixe (principalmente nas zonas costeiras). Na Tunísia, o cuscuz mais popular é preparado com carne de borrego e frutas secas, mas o mais famoso é feito com o estômago do borrego recheado com ervas aromáticas e outros temperos. Em Marrocos, o mais popular é servido com um molho de sete vegetais e frango, que é tradicionalmente servido às sextas-feiras, depois da oração do meio-dia, enquanto que a receita mais doce, com amêndoas, cebola caramelizada e várias especiarias, é reservada para dias de festa. O cuscuz foi escolhido como o terceiro prato mais popular para os franceses, em 2011.

## História
Uma das referências mais antigas escritas sobre o cuscuz vem num livro de receitas do Al Andalus, “Kitāb al-ṭabīkh fī al-Maghrib wa’l-Āndalus”, do século XIII; não só o título do livro indica que o cuscuz é originário do Magrebe, como ainda utiliza a palavra “alcuzcuz”, indicando que esta preparação não é originária da culinária árabe, mas provavelmente berbere. Encontrou-se também um livro da mesma época, mas proveniente da Síria, o que indica que, por esta altura, a receita já se tinha espalhado pelo Maxerreque. No restante da Europa, as primeiras referências ao cuscuz, da França, são do século XVII. Entretanto, existem também indicações sobre a possível origem sub-saariana do cuscuz, por um lado o facto de serem mulheres negras as cozinheiras na África do Norte e da Alandalus e, por outro a popularidade do cuscuz na África ocidental, embora não baseado em trigo, mas noutros cereais.
Em Portugal, no século XVI o cuscuz fazia parte da ementa diária, partilhando a mesa com o arroz e outros cereais. Para além de vários escritos da época, o cuscuz é ainda referido numa peça de Gil Vicente. Por essa altura, os portugueses começaram a colonizar o Brasil e descobriram que os indígenas tinham um tipo de preparação semelhante, mas usando os frutos da terra, nomeadamente, a mandioca, o milho, o coco e outros; a designação trazida pelos portugueses ficou e adotou as preparações locais. Entretanto, com o tempo o cuscuz em Portugal perdeu a sua popularidade, ficando apenas o nome que foi dado a uma massa alimentícia usada em sopas.

## Variações locais

### Brasil

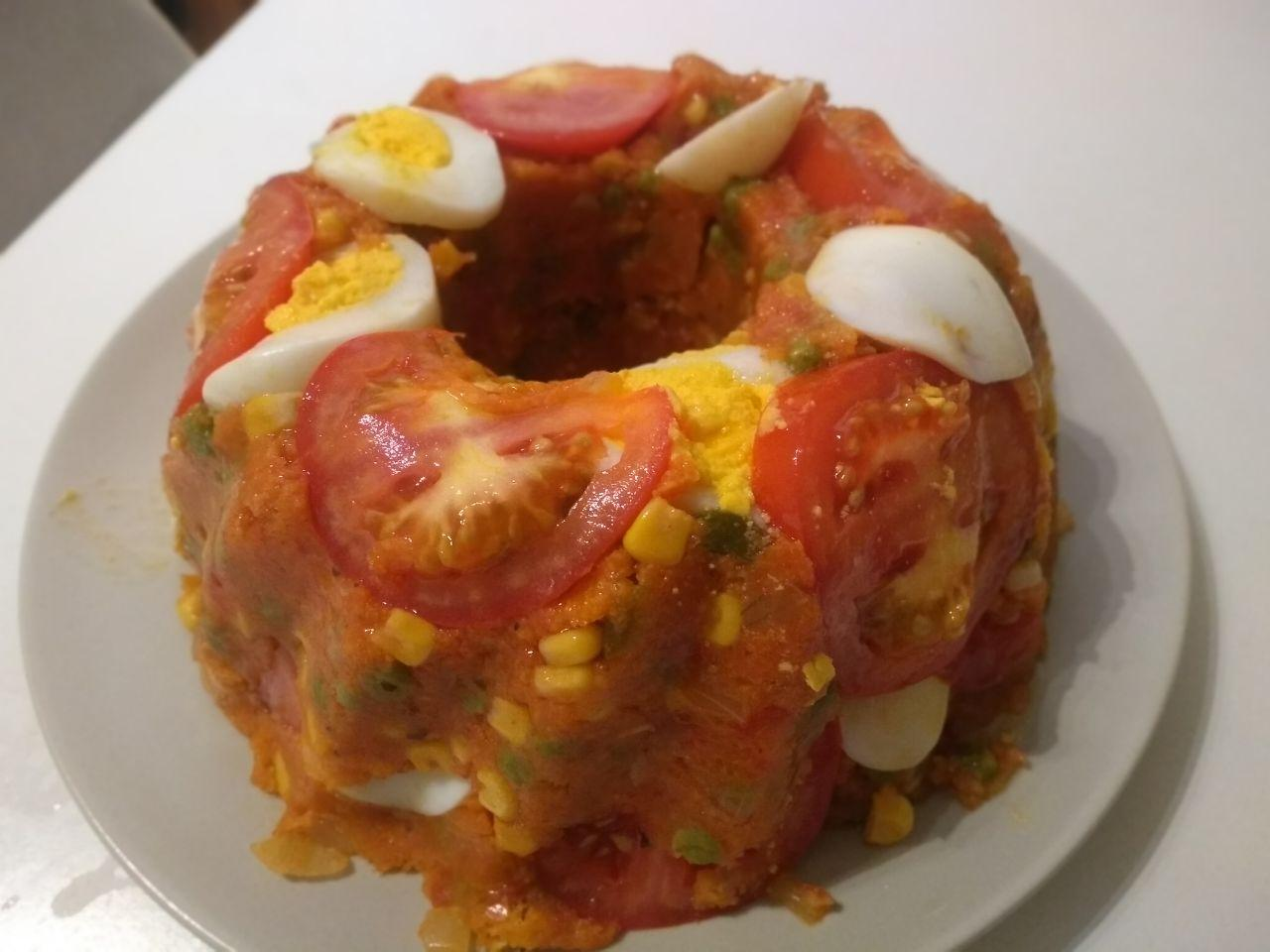
Cuscuz-paulista, uma versão salgada

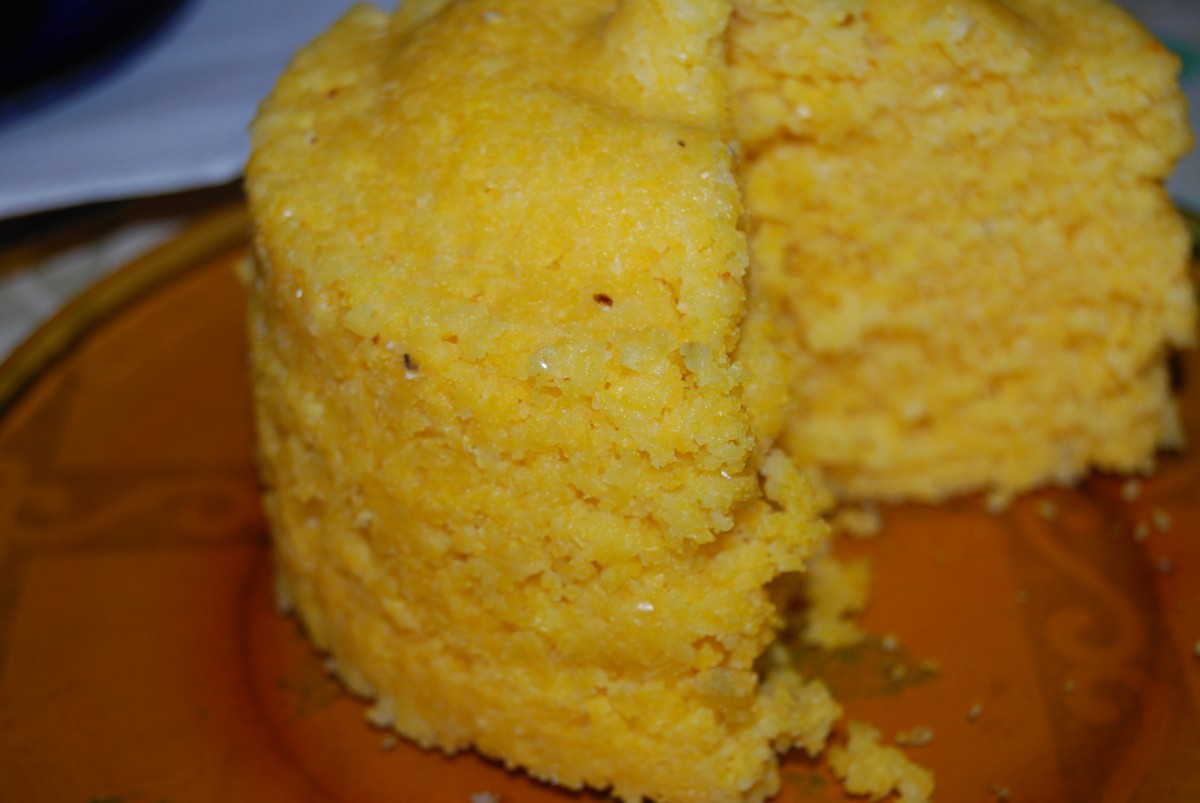
Um típico cuscuz nordestino servido no café-da-manhã

No Brasil, o cuscuz pode ser feito à base de farinha ou polvilho, de milho, arroz ou mandioca. Salgada e levemente umedecida, a massa é posta a marinar para incorporar o tempero. Daí, tem a sua cocção pela infusão no vapor. Além do Brasil, o cuscuz também é consumido em outros países da América Latina.
Em Portugal acredita-se que chegou no reinado de D. Manuel I (1495-1521), sendo mencionado na obra de Gil Vicente. A grafia francesa couscous, é frequentemente usada para todas as variações deste prato em livros de culinária europeus.

#### São Paulo
O cuscuz-paulista é de preparação complexa, mas de consumo imediato. Leva farinha de milho e pode incluir peixe, camarão, carne, carne seca, galinha, ovos cozidos, azeitona e muito tempero.
A história folclórica que contam desta receita diz que os tropeiros paulistas dos século XVII e XVIII ao carregar os itens para trocas e vendas pelo interior do Brasil carregavam todos os itens juntos e com isso a farinha de milho acabava absorvendo o gosto dos outros itens, formando a massa base desta iguaria. Os primeiros registros do cuscuz em São Paulo, remontam ao século XVIII, com menções escritas em 1728.

#### Nordeste
Na Região Nordeste do Brasil, o cuscuz foi mencionado pela primeira vez no século XVI, em registros de cartas do Padre José Anchieta, na Bahia. É comumente consumido nas três principais refeições diárias, podendo ser o prato principal do café da manhã e/ou do jantar, sendo utilizado como farofa no almoço. O cuscuz preparado no cuscuzeiro (ou cuscuzeira) pode ser de milho ou carimã e pode ser incrementado com outros ingredientes, ou apenas ir acompanhado de leite, ovos, manteiga ou carne de charque, como é a preferência no Nordeste. Nas regiões Norte e Meio Norte (Piauí e Maranhão), o cuscuz pode ser doce e consumido com leite de coco, comumente no café da manhã, acompanhado de tapioca, iguaria popular em todo o Brasil. Antigamente, no Nordeste, o cuscuz era feito com milho triturado no pilão e moído em moinho de pedra, sendo em seguida cozido na panela, envolto por um pano (tipo pano de prato). O Dia Mundial do Cuscuz é comemorado no dia 19 de março, dia de São José.
Em 2017, a empresa São Braz, tradicional fabricante de produtos de milho da Paraíba, lançou uma campanha publicitária e instituiu o dia 19 de março como Dia Mundial do Cuscuz. Posteriormente, diferentes empresas, meios de comunicação e ex-BBBs do Nordeste passaram a comemorar a data.

#### Região Sul
Na região Sul, no Rio Grande do Sul, é comum prepará-lo de duas formas: Salgado: após a cocção a vapor na cuscuzeira, de preferência de barro, é acrescentada linguiça defumada e ovos, misturando tudo em uma panela e acrescentando-se sal. Pode ser adicionado também outros temperos, como cheiro-verde. Também é preparado e consumido na versão doce, com leite.
Em Santa Catarina é comum prepará-lo doce, esticá-lo e torrá-lo, ficando com um aspecto parecido a o de um biscoito ou pão torrado.

### Cabo Verde

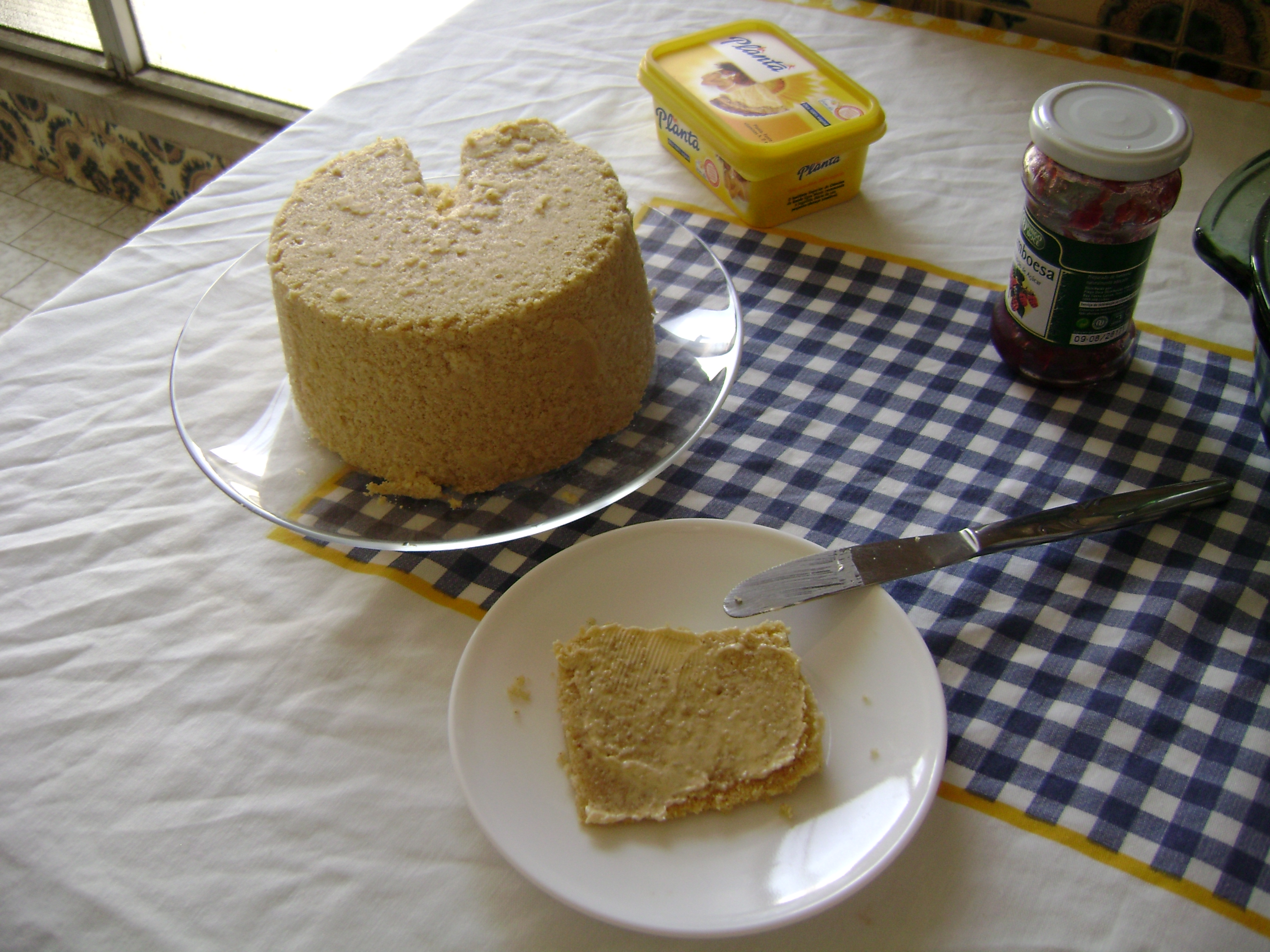
Cuscuz cabo-verdiano

Em Cabo Verde o cuscuz é um bolo tradicional, feito com farinha de milho, e cozido a vapor num recipiente de barro especial (binde), análogo a uma cuscuzeira. Leva pouco açúcar e é normalmente comido quente, às fatias, com manteiga ou mel de cana.

### Mundo árabe
Os palestinos tipicamente o servem em ocasiões especiais e feriados. Foi levado por imigrantes marroquinos à Palestina, onde foi modificado para o que é chamado maftoul, sendo considerado como um tipo especial de cuscuz, feito a partir de diferentes ingredientes e de uma forma diferente. Maftoul é uma palavra árabe derivada da raiz "fa-ta-la", que significa rolar ou torcer, que é exatamente o que descreve o método usado para fazer maftoul à mão, rolando o triguilho com farinha de trigo.
Na Argélia, Marrocos, Tunísia e Líbia o cuscuz é geralmente servido com legumes (cenoura, batatas, nabos, etc.) cozidos em um picante ou suave caldo de carne ou ensopado, acompanhado com um pouco de carne (em geral, frango ou carneiro).